# Michele Jamiolkowski
Michele Jamiolkowski (Stryj, 21 luglio 1932 – Torino, 15 giugno 2023) è stato un ingegnere e geologo polacco naturalizzato italiano specializzato in ingegneria geotecnica. Dal 1969 al 2006 è stato professore ordinario di Geotecnica presso il Politecnico di Torino, quindi professore emerito.

## Biografia
Trascorse i primi cinque anni della sua vita prevalentemente a Leopoli, all'epoca parte della Seconda Repubblica di Polonia. Durante la seconda guerra mondiale fu rinchiuso nel campo di concentramento di Auschwitz, dove rimase fino alla fine della guerra. Successivamente si trasferì a Cracovia dalla madre con la quale si recò a Varsavia. Lì studiò alla Facoltà di Geologia dell'Università di Varsavia, dove si laureò nel 1959. Sempre nel 1959 partì per l'Italia, dove si stabilì e prese la cittadinanza. Compì gli studi post laurea presso il Politecnico di Torino, dove fu poi docente di Geotecnica dal 1969 al 2006  ; insegnò anche presso l'università di Kiev (allora URSS), l'università di Laval (Québec, Canada), ed il MIT di Cambridge (USA).
Dal 1985 fu consulente geotecnico per la progettazione del Ponte sullo Stretto di Messina, oltre che consulente per diversi importanti progetti in tutto il mondo, tra i quali il rigassificatore di Brindisi. Dal 1990 al 2001 fu presidente del Comitato Internazionale per la Salvaguardia della Torre di Pisa, contribuendo alla sua stabilizzazione con l'aiuto del team di esperti (tra cui John Burland) e imprese varie. Dal 2003 fu membro della Commissione per la salvaguardia di Venezia che realizzò poi il MOSE e fu membro del consorzio per la ristrutturazione del campanile di San Marco di Venezia, a partire dal 2004. Si occupò anche della questione della copertura del reattore esploso a Černobyl'.
Dal 1991 fu membro corrispondente dell'Accademia delle Scienze di Torino e dal 1994 al 1997 presidente della International Society for Soil Mechanics and Geotechnical Engineering. Nel 2005 divenne membro esterno dell'Accademia Nazionale di Ingegneria. 
Nel 2001 ricevette il Premio Terzaghi (in nome di Karl von Terzaghi). 
Era anche un membro esterno dell'Accademia polacca delle scienze e membro onorario della Japanese Geotechnical Society (JGS).
Fu inoltre presidente fondatore e consulente tecnico della società di ingegneria Studio Geotecnico Italiano di Milano, da lui fondata nel 1964.
Fu editore dell'International Journal of Geomechanics and Geotechnical Engineering e co-editore del Soil and Rock International Journal.
Si è spento a Torino, all'età di 90 anni, il 15 giugno 2023.